# قلعه یزید ۲
قلعه یزید ۲ مربوط به کالکولیتیک- دوره اشکانیان - دوره ساسانیان است و در شهرستان دره‌شهر، بخش مرکزی، دهستان ارمو، ۶۵ متری شمال غرب روستای کله جوب سفلی واقع شده و این اثر در تاریخ ۹ بهمن ۱۳۸۶ با شمارهٔ ثبت ۲۰۷۲۰ به‌عنوان یکی از آثار ملی ایران به ثبت رسیده است.